# 披针五叶参
披针五叶参（学名：Pentapanax lanceolatus）是五加科五叶参属的植物，是中国的特有植物。分布于中国大陆的四川等地，生长于海拔1,600米的地区，一般生长在森林中，目前尚未由人工引种栽培。